# Thomas Steensen
Thomas Steensen (* 27. September 1951 in Bredstedt) ist ein deutscher Historiker. Er leitete von 1987 bis 2018 das Nordfriisk Instituut in Bredstedt, die zentrale wissenschaftliche Einrichtung für die nordfriesische Sprache, Geschichte und Kultur in Nordfriesland. Seitdem arbeitet er als freier Autor. 

## Leben
Steensen war zunächst tätig als Redakteur der Husumer Nachrichten und nebenamtlicher Korrespondent der Deutschen Presse-Agentur. Er studierte Geschichte, Friesische Philologie, Politologie und Soziologie an der Universität Kiel. Nebenher war er u. a. freier Mitarbeiter des Norddeutschen Rundfunks. Nach der Promotion 1985 bei Erich Hoffmann leitete er im Schloss vor Husum ein historisches Ausstellungsprojekt des Kreises Nordfriesland. 1987 wurde er Leiter, zeitweise gemeinsam mit Nils Århammar, und 1992 Direktor des Nordfriisk Instituut. Von 1986 an war er außerdem als Dozent an den Universitäten in Kiel und Flensburg tätig und wurde 1999 erster Honorarprofessor an der heutigen Europa-Universität Flensburg. Während des Studiums engagierte er sich bei den Deutschen Jungdemokraten, unter anderem als stellvertretender Landesvorsitzender in Schleswig-Holstein; 1978/79 war er Pressesprecher der Landes-FDP; 1982 verließ er die Partei. Steensen war 1981 Mitbegründer der Arbeitsgruppe zur Erforschung des KZ Schwesing. 1988 wurde er Beiratsmitglied der Gesellschaft für Schleswig-Holsteinische Geschichte (GSHG), war von 2011 bis 2019 deren Beiratssprecher und von 2019 bis 2023 Vorsitzender; die GSHG ernannte ihn 2024 zum Ehrenmitglied. Er initiierte u. a. die seit 2016 gehaltenen "Tage der Schleswig-Holsteinischen Geschichte". 1990 war er Gründungsvorsitzender des Vereins für Bredstedter Geschichte und Stadtbildpflege, der ihn 2002 zum Ehrenvorsitzenden ernannte. Seit vielen Jahren ist er Kursleiter für Friesisch an der Volkshochschule Husum. Von 2009 bis 2021 gehörte er dem Vorstand des Landeskulturverbandes Schleswig-Holstein an. Von 2018 bis 2023 war er ehrenamtlicher Richter am Landgericht Flensburg. Häufig hielt er Festvorträge, z. B. zum 100-jährigen Jubiläum der Stadt Bredstedt, zum 50-jährigen Bestehen der Stadt Niebüll sowie zum 40- und 50-jährigen Jubiläum des Kreises Nordfriesland. Zur Geschichte und Landeskunde Nordfrieslands veröffentlichte er mehrere Grundlagen-Werke.
Steensen hat drei erwachsene Töchter und zwei Enkelkinder. Er lebt in Süderhafen auf Nordstrand.

## Auszeichnungen
- Für seine 1985 fertiggestellte Dissertation Die friesische Bewegung in Nordfriesland im 19. und 20. Jahrhundert (1879–1945), erschienen 1986 im Wachholtz Verlag, Neumünster, wurde er 1987 mit dem Conrad-Borchling-Preis der Alfred Toepfer Stiftung F.V.S. zu Hamburg ausgezeichnet.
- 2016 erhielt er auf Nordstrand das Rungholt-Siegel der Rungholt-Gesellschaft für Verdienste um die Bewahrung bedeutender Kulturgüter.
- 2021 verlieh ihm Ministerpräsident Daniel Günther für herausragende Verdienste um das Land Schleswig-Holstein den Landesverdienstorden, die höchste Auszeichnung des Bundeslandes.

## Werke
Steensen veröffentlichte zahlreiche Bücher und Aufsätze. So konzipierte er die erste Gesamtdarstellung Geschichte Nordfrieslands, die 1995 erschien und inzwischen in Teilbänden in vierter Auflage vorliegt. 2000 gab er die erste umfassende Landeskunde Nordfrieslands heraus (Das große Nordfriesland-Buch, Ellert & Richter, Hamburg), im selben Jahr die erste Gesamtdarstellung über seine Heimatstadt Bredstedt (Bredstedt. Stadt in der Mitte Nordfrieslands, Verlag Nordfriisk Instituut). 2020 veröffentlichte er einen Gesamtüberblick über die Geschichte, Landschaft, Kultur und Sprache der Friesen in Nord-, Ost- und Westfriesland. Steensen ist Mitverfasser bzw. Herausgeber der ersten umfassenden Nachschlagewerke über die Inseln Sylt und Föhr sowie einer Landeskunde für die Halbinsel Eiderstedt. Durch Veröffentlichungen und Veranstaltungen trug er maßgeblich zur Neuentdeckung des aus Nordfriesland stammenden Philosophen und Pädagogen Friedrich Paulsen bei. Steensen war vier Jahrzehnte lang, von 1977 bis 2017, Redakteur der Zeitschrift Nordfriesland. Von 1996 bis 2022 gehörte er der Schriftleitung des Nordfriesischen Jahrbuchs an. Seit 2023 wirkt er im wissenschaftlichen Beirat des Jahrbuchs Nordelbingen mit. Außerdem ist er unter anderem Herausgeber der Reihen Nordfriesische Lebensläufe (bisher zwölf Bände) und Nordfriesland im Roman (mit Arno Bammé, Universität Klagenfurt, bisher 19 Bände). Er initiierte die internationalen Historiker-Treffen des Nordfriisk Instituut, die Aktion Sprachenland Nordfriesland sowie die Ausstellung Nordfriisk Futuur im Erweiterungsbau des Instituts. 

### Weitere Werke (Auswahl)
- Friesische Sprache und friesische Bewegung (= Schriften des Kreisarchivs Nordfriesland, Schloß vor Husum. Bd. 11). Husum Druck- und Verlagsgesellschaft, 3. Aufl., Husum 1996, ISBN 3-88042-401-2.
- Rudolf Muuß. Heimatpolitiker in Nordfriesland und Schleswig-Holstein (= Nordfriesische Lebensläufe. Bd. 5). Husum Druck- und Verlagsgesellschaft, Husum 1997, ISBN 3-88042-842-5.
- Im Zeichen einer neuen Zeit. Nordfriesland 1800 bis 1918 (= Geschichte Nordfrieslands. Bd. 4), erweiterte Neuausgabe, 4. Auflage. Nordfriisk Instituut, Bräist/Bredstedt 2009, ISBN 3-88007-330-9 (Früher bereits unselbständig in der einbändigen Ausgabe von „Geschichte Nordfrieslands“ erschienen).
- als Mitherausgeber: Das Wattenmeer. Kulturlandschaft vor und hinter den Deichen. Theiss, Stuttgart 2005, ISBN 3-8062-1984-2.
- als Herausgeber: Die Frieslande, Nordfriisk Instituut, Bräist/Bredstedt 2006, ISBN 3-88007-333-3.
- mit Harry Kunz: Das neue Sylt-Lexikon. 2., aktualisierte und stark erweiterte Auflage. Wachholtz, Neumünster 2007, ISBN 978-3-529-05518-8; 3. aktualisierte Auflage als Taschen-Lexikon 2014.
- Geschichte Nordfrieslands von 1918 bis in die Gegenwart (= Geschichte Nordfrieslands. Bd. 5). Neuausgabe. Nordfriisk Instituut, Bräist/Bredstedt 2008, ISBN 3-88007-336-8.
- als Herausgeber mit Dieter Lohmeier: Friedrich Paulsen: Aus meinem Leben. Vollständige Ausgabe. Nordfriisk Instituut, Bräist/Bredstedt 2008, ISBN 978-3-88007-346-3.
- als Herausgeber: Friedrich Paulsen. Weg, Werk und Wirkung eines Gelehrten aus Nordfriesland. Husum Druck- und Verlagsgesellschaft, Husum 2010, ISBN 978-3-89876-484-1.
- Heimat Nordfriesland. Ein Kanon friesischer Kultur. Nordfriisk Instituut, 2. Aufl., Bräist/Bredstedt 2013, ISBN 978-3-88007-364-7.
- als Herausgeber, mit Albert Panten und Halk Thomas Porada: Eiderstedt. Eine landeskundliche Bestandsaufnahme. Herausgegeben im Auftrag des Leibniz-Instituts für Länderkunde und der Sächsischen Akademie der Wissenschaften zu Leipzig, Böhlau Verlag, Köln, Weimar, Wien 2013, ISBN 978-3-412-09906-0.
- mit Antje Arfsten und Wendy Vanselow: Die Friesen verstehen. Das kleine Handbuch für Nordfriesland. Ellert & Richter Verlag, Hamburg 2013, ISBN 978-3-83190532-4.
- mit Harry Kunz: Föhr Lexikon. Wachholtz, Neumünster 2013, ISBN 978-3-529-05523-2.
- Kleines Husum-ABC. Mit Fotos von Günter Pump. Husum-Verlag, Husum 2014, ISBN 978-3-898-76720-0.
- mit Fiete Pingel und Ulf Dietrich von Hielmcrone: Husum im Zentrum. Nordfriisk Instituut, Bräist/Bredstedt 2014, ISBN 978-3-88007-392-0.
- mit Harry Kunz und Fiete Pingel: 100 Mal Nordfriesland. Nordfriisk Instituut, Bräist/Bredstedt 2016, ISBN 978-3-88007-393-7.
- als Herausgeber: Nationale Minderheiten. Nordfriisk Instituut, Bräist/Bredstedt 2017, ISBN 978-3-88007-411-8 (Sonderausgabe, Profil Verlag, München und Wien 2024, ISBN 978-3-89019-806-4).
- Bredstedt. Bräist. Impressionen einer nordfriesischen Stadt. Husum Verlag, Husum 2017, ISBN 978-3-89876-903-7.
- als Herausgeber: Nordfriesisches Weihnachtsbuch. Husum Verlag, Husum 2018, 2. Auflage 2022, ISBN 978-3-89876-930-3.
- mit Hans-Peter Ziemek: Kleines Hallig-ABC. Husum Verlag, Husum 2019, ISBN 978-3-89876-955-6.
- Die Friesen. Menschen am Meer. Wachholtz, Kiel/Hamburg 2020, 2. Auflage 2021, ISBN 978-3-529-05047-3.
- Nordfriesland. Menschen von A bis Z. Husum Verlag, Husum 2020, ISBN 978-3-96717-027-6.
- Nordfriesland. Von einst bis jetzt. Mit Beiträgen von Ulf Bästlein, Uwe Haupenthal, Konrad Küster und Fiete Pingel, Husum Verlag, Husum 2022, ISBN 978-3-96717-072-6.
- Leben und Lernen unter einem Dach. 100 Jahre Nordsee Akademie / Heimvolkshochschule Leck, Husum Verlag, Husum 2023, ISBN 978-3-96717-137-2.
- Zwischen Bleisatz und E-Book. Zur Geschichte der Husumer Nachrichten und der Verlagsgruppe Husum, Husum Verlag, Husum 2023, ISBN 978-3-96717-146-4.